# Matosaari (ö i Södra Karelen)
Matosaari är en ö i Finland. Den ligger i sjön Kaituri och i kommunen Ruokolax i den ekonomiska regionen  Imatra ekonomiska region  och landskapet Södra Karelen, i den sydöstra delen av landet, 250 km nordost om huvudstaden Helsingfors. Öns area är 0,6 hektar och dess största längd är 270 meter i sydöst-nordvästlig riktning.